# Décès en 1320
Décès
- 1316
- 1317
- 1318
- 1319
- 1320
- 1321
- 1322
- 1323
- 1324

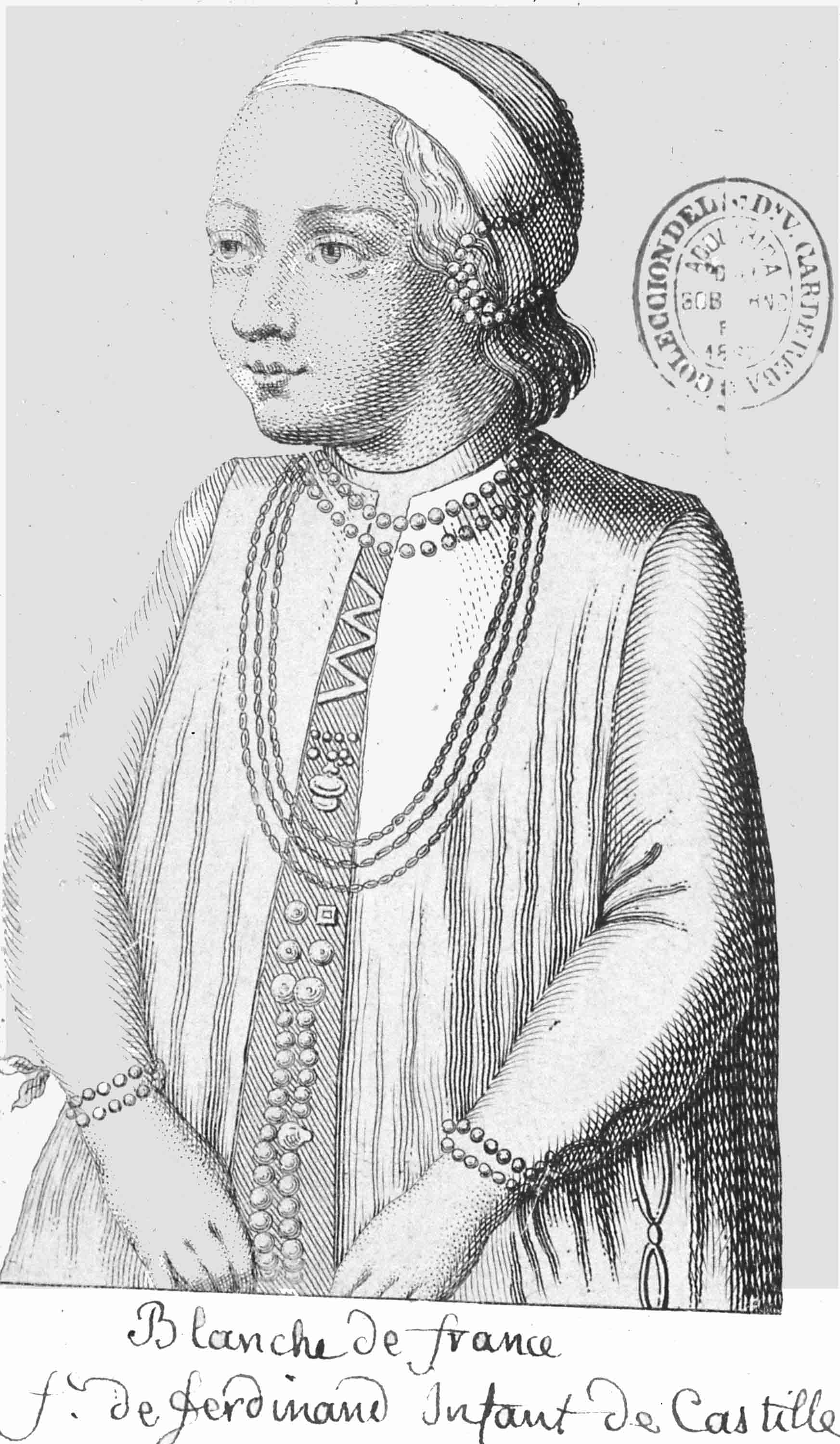
Blanche de France, morte en 1320.

Cette page dresse une liste de personnalités mortes au cours de l'année 1320 :
- 7 février : Jan Muskata, évêque de Cracovie.
- 1er mars : Bouyantou, grand Khan des Mongols, à l’âge de 35 ans[1].
- avril : Qutb ud-Dîn Mubârak Shâh, sultan de Delhi de la dynastie des Khaldjî.
- 5 mai : Pierre d'Aspelt, évêque de Bâle, archevêque de Mayence, il est également fondateur de la chartreuse de l'Archange-Michel, près de Mayence.
- 1er juin : Magnus Birgersson, prince suédois.
- juillet : Henri II de Brandebourg, margrave de Brandebourg.
- 13 juillet : Kujō Moronori, régent kampaku puis régent sessho.
- 20 juillet : Oshin d'Arménie, roi d'Arménie.
- 27 juillet : Heinrich von Plötzke, haut dignitaire de l'Ordre Teutonique.
- 14 ou 24 août : Arnaud d'Aux de Lescout, cardinal français.
- 12 octobre : Michel IX Paléologue, empereur byzantin associé.
- 23 octobre : Richard de Sentilly, évêque de Séez.
- 31 octobre : Ricoldo da Monte Croce, religieux dominicain italien, missionnaire, grand voyageur et apologiste du christianisme.
- 26 novembre : Ranieri Belforti, évêque de Volterra.

- Jean d'Arzillières, 57e évêque de Toul.
- Anna von Bolanden, cistercienne allemande, propriétaire du codex Lichtental 37 (° vers 1260)
- Aaron ben Joseph de Constantinople, sage karaïte.
- Pietro de' Crescenzi, magistrat et agronome italien, également écrivain (de langue latine), auteur d’un traité, le Ruralium commodorum opus.
- Blanche de France, princesse française.
- Guillaume III de Genève, comte de Genève.
- Marguerite de Metola, ou la cieca de la Metola (l'aveugle de la Metola), sainte italienne.
- Henri de Mondeville,  médecin français, chirurgien des rois de France Philippe le Bel et Louis le Hutin.
- Kamāl al-Dīn al-Fārisī, savant iranien, auteur de travaux d’optique (réfraction).
- Li Kan, peintre chinois.
- Raoul le Breton, grammairien et philosophe.
- Lapo Saltarelli, poète italien, juriste de renom et homme politique de Florence.
- Filippo Tesauro, peintre italien de l'école napolitaine.
- Trần Anh Tông, empereur du Đại Việt (ancêtre du Viêt Nam), quatrième représentant de la dynastie Trần.

date incertaine (vers 1320)
- Kamāl al-Dīn al-Fārisī, physicien, mathématicien et savant persan.

## Crédit d'auteurs
- Cet article est partiellement ou en totalité issu de l'article intitulé « 1320 » (voir la liste des auteurs).